# Поєдинок Мстислава з Редедею
«Поєдинок Мстислава з Редедею» — картина російського художника Миколи Костянтиновича Реріха, написана 1943.
Реріх зобразив історичний сюжет, що оповідає про перемогу руського князя Мстислава Володимировича над Редедею, ватажком племені касогів . У Лаврентіївському літописі під 1022 роком повідомляється, що відбулося зіткнення між військами касогів і русичами. Щоб уникнути кровопролиття, князі Мстислав і Редедя домовилися вступити у двобій між собою, з умовою, що військо переможеного князя визнає свою поразку. Князі зійшлися в поєдинку, і Редедя, володіючи величезною фізичною силою, почав перемагати. Проте Мстислав у підсумку здобув перемогу, звернувшись з молитвою про заступництво до Богородиці.
Сюжет картини вибраний не випадково: Реріх створював її в переломний рік  німецько-радянської війни . Художник за допомогою яскравої декоративності, характерною для багатьох його робіт, зумів передати крайню напругу бою . У роки війни Реріх неодноразово звертався у своїй творчості до теми Батьківщини. У цей період він створив ряд картин — «Похід Ігоря», «Борис і Гліб», «Олександр Невський», «Партизани», «Перемога» та інші, в яких використовує образи російської історії і передрікає перемогу російського народу над фашизмом. «Поєдинок Мстислава з Редедею» було передано у Російський музей у 1960  Юрієм Миколайовичем Реріхом за заповітом автора .